# Girlfriends (film)
Pour les articles homonymes, voir Girlfriend.
Pour plus de détails, voir Fiche technique et Distribution.
Girlfriends est un film américain réalisé par Claudia Weill, sorti en 1978.
Il s'agit du premier film indépendant américain à être financé sur fonds public à hauteur de 80 000 $. Des investisseurs privés ont néanmoins contribué à terminer le film, trois ans après son lancement en novembre 1975. Il a été distribué par Warner Bros à partir de 1978.
En 2019, Girlfriends figure dans la liste du National Film Registry de la Bibliothèque du Congrès comme étant « culturellement, historiquement ou esthétiquement important ».

## Synopsis
Susan Weinblatt est une jeune juive new-yorkaise qui gagne sa vie en photographiant des mariages, des bar mitzvah ou encore des clichés de nourrissons. Sa colocataire et meilleure amie Anne Munroe est une écrivaine en herbe. Susan réussit à vendre quelques photos à un iconographe de magazine, mais son vrai rêve est d'exposer dans une galerie d'art. Bientôt, Anne se marie avec Martin et emménage avec lui. Susan va tout d'un coup faire l'expérience de la solitude...

## Fiche technique
Sauf indication contraire, les informations mentionnées dans cette section peuvent être confirmées par la base de données cinématographiques IMDb,  présente dans la section « Liens externes ».
- Titre original : Girlfriends
- Réalisation : Claudia Weill
- Scénario : Vicki Polon
- Direction artistique : Patrizia von Brandenstein
- Décors : Patrizia von Brandenstein
- Costumes : Susan Becker, Jody Cyd-Cooper, Bonnie Daziel
- Photographie : Fred Murphy
- Montage : Suzanne Pettit
- Musique : Michael Small
- Production :Claudia Weill, Jan Saunders, Patricia Churchill, Lilly Kilvert
- Société de production : Cyclops
- Société de distribution : Warner Bros.
- Pays de production :  États-Unis
- Langue de tournage : anglais
- Format : couleur – 1,78:1 - mono - 35 mm
- Genre : comédie dramatique
- Durée : 86 minutes (1h26)
- Dates de sortie : 
  -  États-Unis : 11 août 1978
  -  Canada : 17 septembre 1978
  -  France : 4 octobre 1978
  -  Belgique : 22 mars 1979

## Distribution
- Melanie Mayron (VF : Sylviane Margollé) : Susan Weinblatt
- Anita Skinner (VF : Jeanine Forney) : Anne Munroe
- Eli Wallach (VF : André Valmy) : Rabbi Aaron Gold
- Christopher Guest (VF : Pierre Arditi) : Eric
- Bob Balaban (VF : Philippe Ogouz) : Martin
- Gina Rogak (VF : Annie Balestra) : Julie
- Amy Wright (VF : Sylvie Feit) : Ceil
- Viveca Lindfors (VF : Paule Emanuele) : Beatrice
- Mike Kellin : Abe
- Roderick Cook (en) (VF : Philippe Dumat) : Simon Carpel
- Kathryn Walker : la réceptionniste de Carpel
- Jean De Baer : Terry
- Nancy Mette : Denise
- Ken McMillan (VF : Roger Lumont) : le chauffeur de taxi
- Kristoffer Tabori : Charlie
- Albert Rogers : le coiffeur
- Russell Horton : l'iconographe
- Jane Anderson : la réceptionniste d'Omega
- Tanya Berezin : la femme de Rabbi
- Adam Cohen : le garçon du Bar Mitzvah
- Regina David : la réceptionniste de Rabbi
- Ted Lambert : le fils de Rabbi
- Stacey Lomoe-Smith : Rebecca

## Distinctions

### Récompenses
- Locarno Festival 1978 :
  - "Léopard de bronze" pour Melanie Mayron
- Festival international du film de Toronto 1978 :
  - People's Choice Awards pour Claudia Weill
- National Board of Review: Top Ten Films 1978
- David di Donatello 1979 :
  - Special David : Meilleur réalisateur débutant pour Claudia Weill

### Nominations
- BAFTA Awards 1979 :
  - Meilleur nouveau venu dans un rôle principal pour Melanie Mayron
- Golden Globes 1979 :
  - Golden Globe de la révélation féminine de l'année pour Anita Skinner